# Calorhamphus fuliginosus
El barbudo pardo (Calorhamphus fuliginosus) es una especie de ave piciforme de la familia Ramphastidae que vive en el sudeste asiático. Es la única especie del género Calorhamphus.

## Distribución y hábitat
Se encuentra en la península malaya y las islas de Sumatra y Borneo, distribuido por Birmania, Tailandia, Indonesia, Malasia, Singapur y Brunéi. Su hábitat natural son los bosques húmedos tropicales.